# 大善寺 (兵庫県福崎町)
大善寺（だいぜんじ）は、兵庫県神崎郡福崎町大貫にある東寺真言宗の寺院である。山号は雲頂山。播磨八薬師霊場の4番札所である。慶長年間、池田輝政が姫路城を築造の際、大善寺にあった大木を心材に用いたといわれる。姫路城の鬼門に位置することから境内の荒神堂が祈願所として使用され、長らく歴代の城主の尊崇が厚かった。荒神堂には、姫路城御祈願所の額が掲げられている。姫路城での祈願会は、明治初年まで、正月、5月、9月の3か日行われていた。

## 境内
- 本堂
- 大師堂
- 鐘楼
- 庫裡
- 荒神堂
- 護摩堂

## ギャラリー

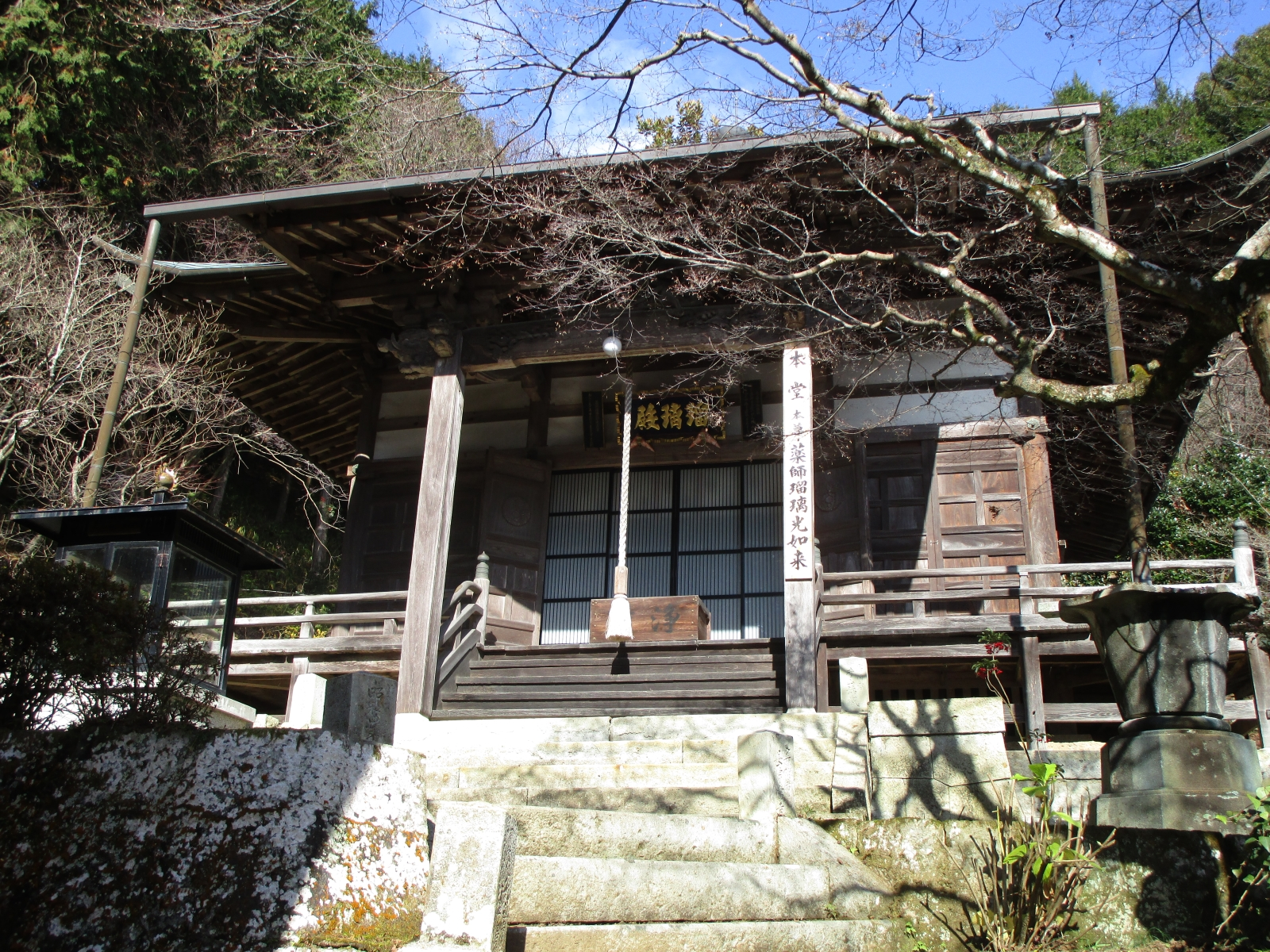
本堂
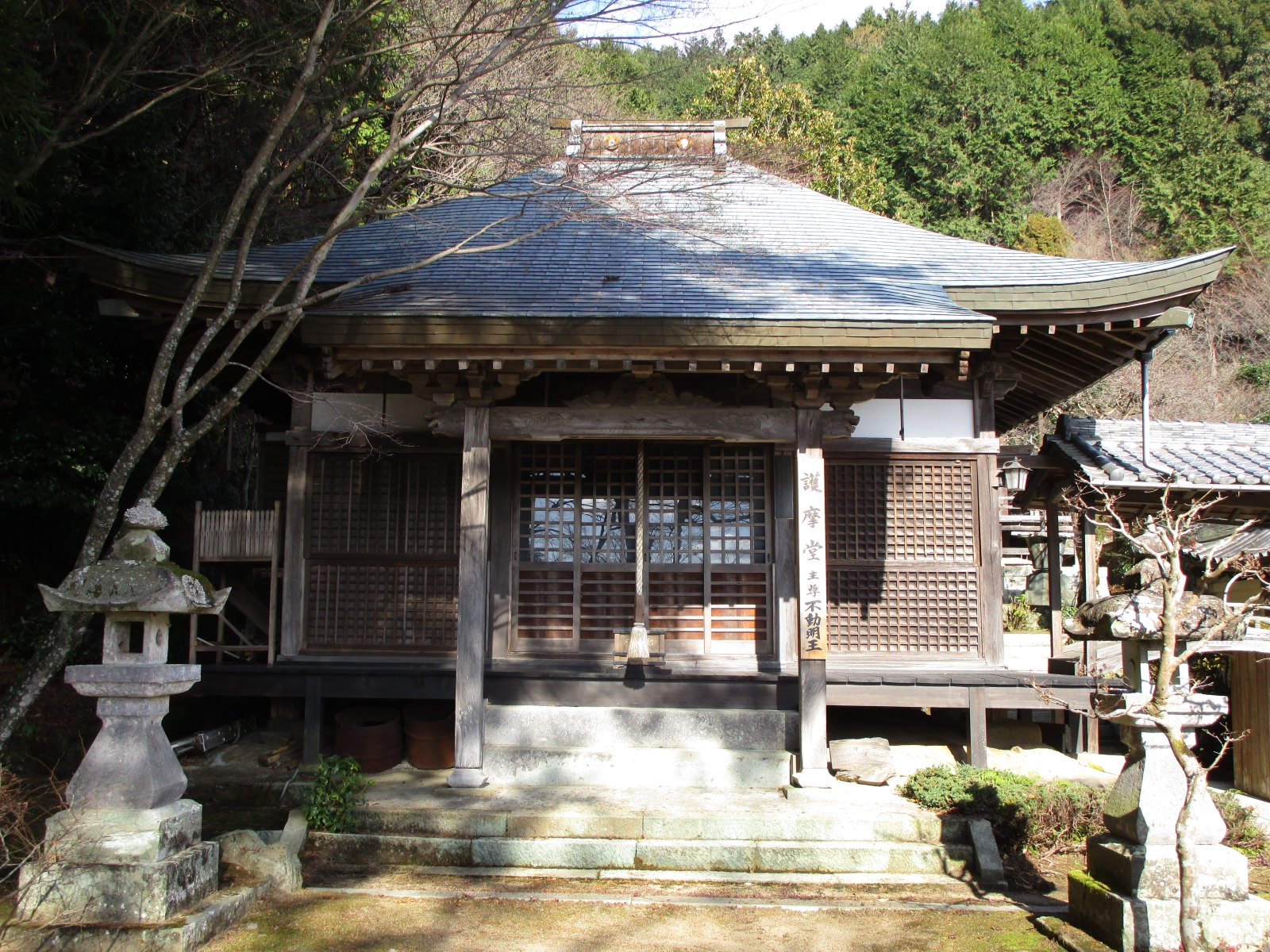
護摩堂